# 交響曲第2番 (アイヴズ)
チャールズ・アイヴズの交響曲第2番（英語：Second Symphony）は、1897年から1901年にかけて作曲された交響曲。

## 概説
アイヴズ20代の頃の若書きの作品であり、明確な調性を保っているにもかかわらず、1951年のニューヨーク・フィルハーモニー管弦楽団による初演まで半世紀を要した。初演の指揮はレナード・バーンスタインだった。初演は大歓声と拍手で飾られたが、アイヴズの反応は煮え切らなかった。実のところアイヴズは演奏会場に出向こうとすらしなかったのだが、家族や友人に引き摺られて隣家に行き、そこでラジオの実況放送で自作の上演を聴いていた。上演がこんなにも長く引き伸ばされたのは、アイヴズがアメリカ楽壇の体制で孤立していたからである。イェール大学でホレイショ・パーカーの薫陶を受けてから、アイヴズは、ヨーロッパ音楽の古典的な楽曲構成法（これは当時ニューイングランドの音楽界の規準となっていた）を突き破ろうとする試みを、非正統的であるとか悪たれとかと非難されることに苦しんでいた。

## 楽器編成
ピッコロ、フルート2、クラリネット2、オーボエ2、ファゴット2、コントラファゴット、ホルン4、トランペット2、トロンボーン3、チューバ、ティンパニ、大太鼓、小太鼓、トライアングル、弦五部。
全曲通しでの演奏時間は37分程度である。

## 楽曲構成
以下の5楽章から構成されている。このうち、第1楽章は第2楽章の、そして第4楽章は第5楽章の、各々導入部の役割を担っており、両者は切れ目無く演奏される。
1. アンダンテ・モデラート Andante moderato
2. アレグロ Allegro
3. アダージョ・カンタービレ Adagio cantabile
4. レント・マエストーソ Lento maestoso
5. アレグロ・モルト・ヴィヴァーチェ Allegro molto vivace

アイヴズのその他の作品と同じく、欧米のさまざまな旧来の旋律が引用され、コラージュされており、愛国歌《コロンビア、大洋の至宝よ》、《ロング・ロング・アゴー》《アメリカ・ザ・ビューティフル》《わらの中の七面鳥》といった民謡や、《草競馬》《主人は冷たい土の中に》といったフォスターの歌曲、ベートーヴェンの《運命交響曲》やブラームスの《交響曲 第1番》、ワーグナーの楽劇《トリスタンとイゾルデ》が引用され、終楽章では《コロンビア、大洋の至宝よ》が堂々と奏されたのち、不協和音で閉じられる。ただし、引用は原曲そのままではなく、変形され、さらに息の長い旋律へと展開されている。
なお、テレビ朝日系列で放映されている『題名のない音楽会』の、一つの音楽作品に於ける他作品の旋律の引用について特集した放送回にて当楽曲の第5楽章が一例として採り上げられており、アメリカ民謡等が引用されていることが紹介されると共に、当時司会進行の黛敏郎と共に出演していた岩城宏之と新日本フィルハーモニー交響楽団のコンビによりその第5楽章からの抜粋を実際に演奏することで耳に聞こえる形でも示して見せた。

## 演奏解釈
バーンスタインの（初演とその後の）解釈については後世から、大袈裟であり、あまりにも楽譜を自由に扱いすぎているとして批判されることとなった。1951年の時点で総譜そのものに30ものエラーがあったのであるが、バーンスタインの解釈も、第2楽章や終楽章に致命的なカットを加えたり、アイヴズの速度記号を無視したり、最後の野次るような不協和音を引き伸ばしている。
クリストバル・アルフテルなどの多くの指揮者や聴衆は、バーンスタインの音源に影響されて、このような解釈を熱狂的に認めてしまっているが、音楽的にはこの交響曲の近代性やアメリカン・ドリーム性を強調するためにはやむを得ないという考え方もある。なぜならアイヴズ自身も、エラーが実はエラーではなく望まれた形の一つであることを、出版社への手紙に書いているからであるので、何をもって決定稿とするかは今でもわからないのである。またアイヴズは実際の演奏を想定していなかったという事情もあって、いろいろな解釈・批判版が出まわることになった。
2000年にチャールズ・アイヴズ協会は、公的な学術校訂版を作成し、アイヴズの意図に忠実な演奏を録音するように奨励した。ケネス・シャーマーホーン指揮ナッシュヴィル交響楽団やアンドルー・リットン指揮のダラス交響楽団、マイケル・ティルソン・トーマス指揮のサンフランシスコ交響楽団など、そうした演奏も主流になりつつある。